# Agnac
Agnac est une commune du Sud-Ouest de la France, située dans le département de Lot-et-Garonne, en région Nouvelle-Aquitaine.

## Géographie

### Localisation
La commune est traversée par la route départementale (RD) 933 au nord du département de Lot-et-Garonne. Elle est limitrophe de la Dordogne. La commune est essentiellement à vocation agricole. Son territoire est composé d'environ un tiers de plaines et de deux tiers de coteaux. Le bourg d'Agnac est situé au nord de la RD 933 et la mairie au sud, à deux kilomètres, au lieu-dit Monfrange.
Le territoire communal est bordé au nord et à l'ouest par le Dropt sur six kilomètres, en deux tronçons, face à Eymet et La Sauvetat-du-Dropt. Au nord-est, son affluent le ruisseau de l'Escoussou sert de limite naturelle sur trois kilomètres, face à Eymet. Autre affluent du Dropt, la Braguèze arrose le sud de la commune sur six kilomètres dont plus de trois kilomètres et demi marquent la limite territoriale au sud-ouest, face à Roumagne et  La Sauvetat-du-Dropt.

### Communes limitrophes
Agnac est limitrophe de cinq autres communes dont une dans le département de la Dordogne. À l'est, Lauzun n'est distante que de 25 mètres.
Les communes limitrophes sont  Bourgougnague, Eymet, La Sauvetat-du-Dropt, Roumagne et Saint-Pardoux-Isaac.
|                      | Eymet (Dordogne)    |               |
| La Sauvetat-du-Dropt | Agnac               | Bourgougnague |
| Roumagne             | Saint-Pardoux-Isaac |               |

### Climat
Pour des articles plus généraux, voir Climat de la Nouvelle-Aquitaine et Climat de Lot-et-Garonne.
Historiquement, la commune est exposée à un climat océanique aquitain.  
En 2020, Météo-France publie une typologie des climats de la France métropolitaine dans laquelle la commune est exposée à un climat océanique et est dans la région climatique Aquitaine, Gascogne, caractérisée par une pluviométrie abondante au printemps, modérée en automne, un faible ensoleillement au printemps, un été chaud (19,5 °C), des vents faibles, des brouillards fréquents en automne et en hiver et des orages fréquents en été (15 à 20 jours).
Pour la période 1971-2000, la température annuelle moyenne est de 12,6 °C, avec une amplitude thermique annuelle de 15 °C. Le cumul annuel moyen de précipitations est de 816 mm, avec 12,1 jours de précipitations en janvier et 6,8 jours en juillet. Pour la période 1991-2020, la température moyenne annuelle observée sur la station météorologique la plus proche, située sur la commune de Verteuil-d'Agenais à 20 km à vol d'oiseau, est de 13,8 °C et le cumul annuel moyen de précipitations est de 821,3 mm,. Pour l'avenir, les paramètres climatiques de la commune estimés pour 2050 selon différents scénarios d’émission de gaz à effet de serre sont consultables sur un site dédié publié par Météo-France en novembre 2022.

## Urbanisme

### Typologie
Au 1er janvier 2024, Agnac est catégorisée commune rurale à habitat très dispersé, selon la nouvelle grille communale de densité à sept niveaux définie par l'Insee en 2022.
Elle est située hors unité urbaine et hors attraction des villes,.

### Occupation des sols

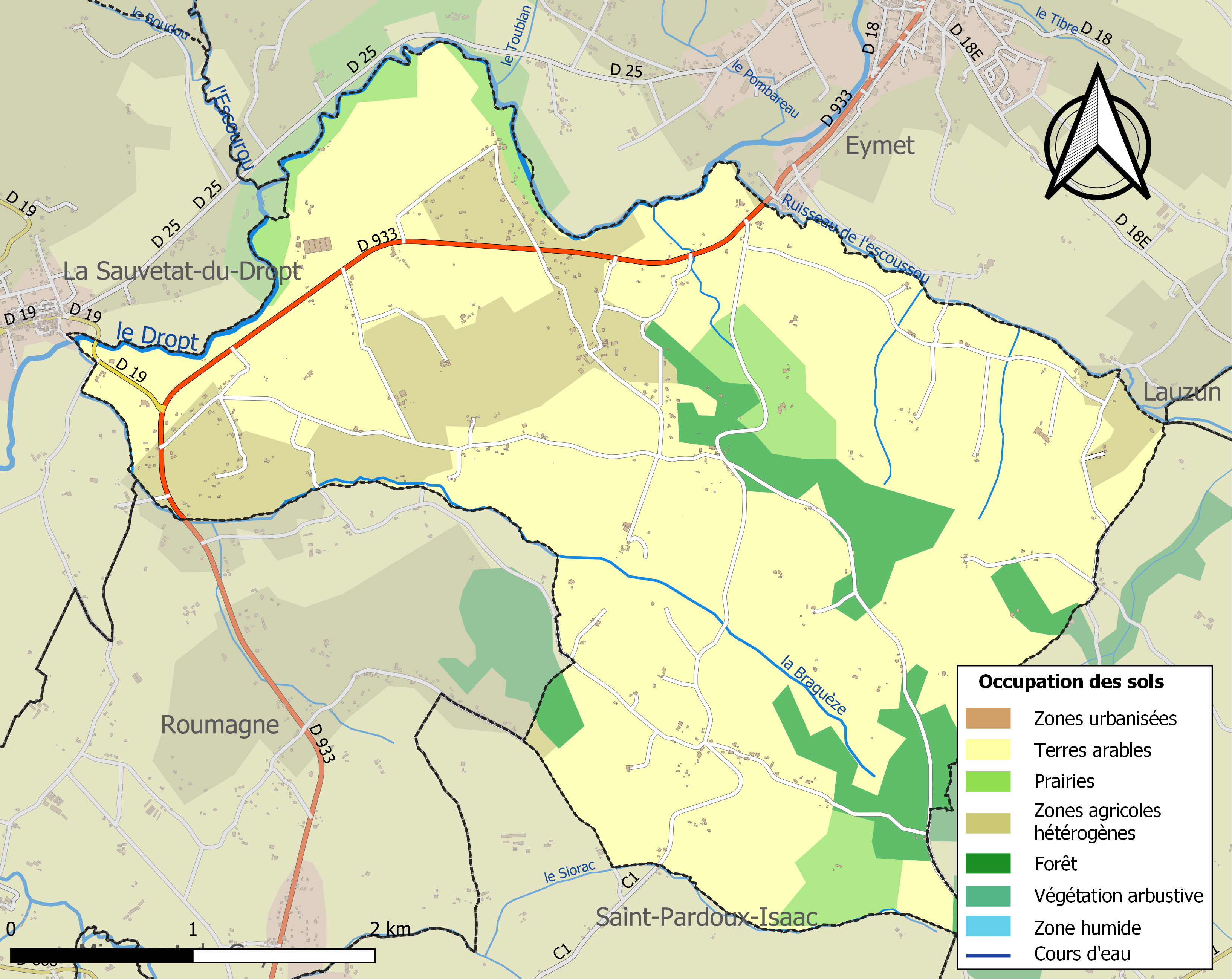
Carte des infrastructures et de l'occupation des sols de la commune en 2018 (CLC).

L'occupation des sols de la commune, telle qu'elle ressort de la base de données européenne d’occupation biophysique des sols Corine Land Cover (CLC), est marquée par l'importance des territoires agricoles (91,4 % en 2018), une proportion sensiblement équivalente à celle de 1990 (91,5 %). La répartition détaillée en 2018 est la suivante : 
terres arables (70,7 %), zones agricoles hétérogènes (14,5 %), forêts (8,5 %), prairies (6,2 %). L'évolution de l’occupation des sols de la commune et de ses infrastructures peut être observée sur les différentes représentations cartographiques du territoire : la carte de Cassini (XVIIIe siècle), la carte d'état-major (1820-1866) et les cartes ou photos aériennes de l'IGN pour la période actuelle (1950 à aujourd'hui).

### Risques majeurs
Le territoire de la commune d'Agnac est vulnérable à différents aléas naturels : météorologiques (tempête, orage, neige, grand froid, canicule ou sécheresse), inondations, mouvements de terrains et séisme (sismicité très faible). Il est également exposé à un risque technologique, le transport de matières dangereuses. Un site publié par le BRGM permet d'évaluer simplement et rapidement les risques d'un bien localisé soit par son adresse soit par le numéro de sa parcelle.

#### Risques naturels
Certaines parties du territoire communal sont susceptibles d’être affectées par le risque d’inondation par une crue à  débordement lent de cours d'eau, notamment le Dropt . La commune a été reconnue en état de catastrophe naturelle au titre des dommages causés par les inondations et coulées de boue survenues en 1982, 1983, 1993, 1994, 1999, 2009 et 2021,.
Les mouvements de terrains susceptibles de se produire sur la commune sont des affaissements et effondrements liés aux cavités souterraines (hors mines), des glissements de terrain et des tassements différentiels. Afin de mieux appréhender le risque d’affaissement de terrain, un inventaire national permet de localiser les éventuelles cavités souterraines sur la commune.

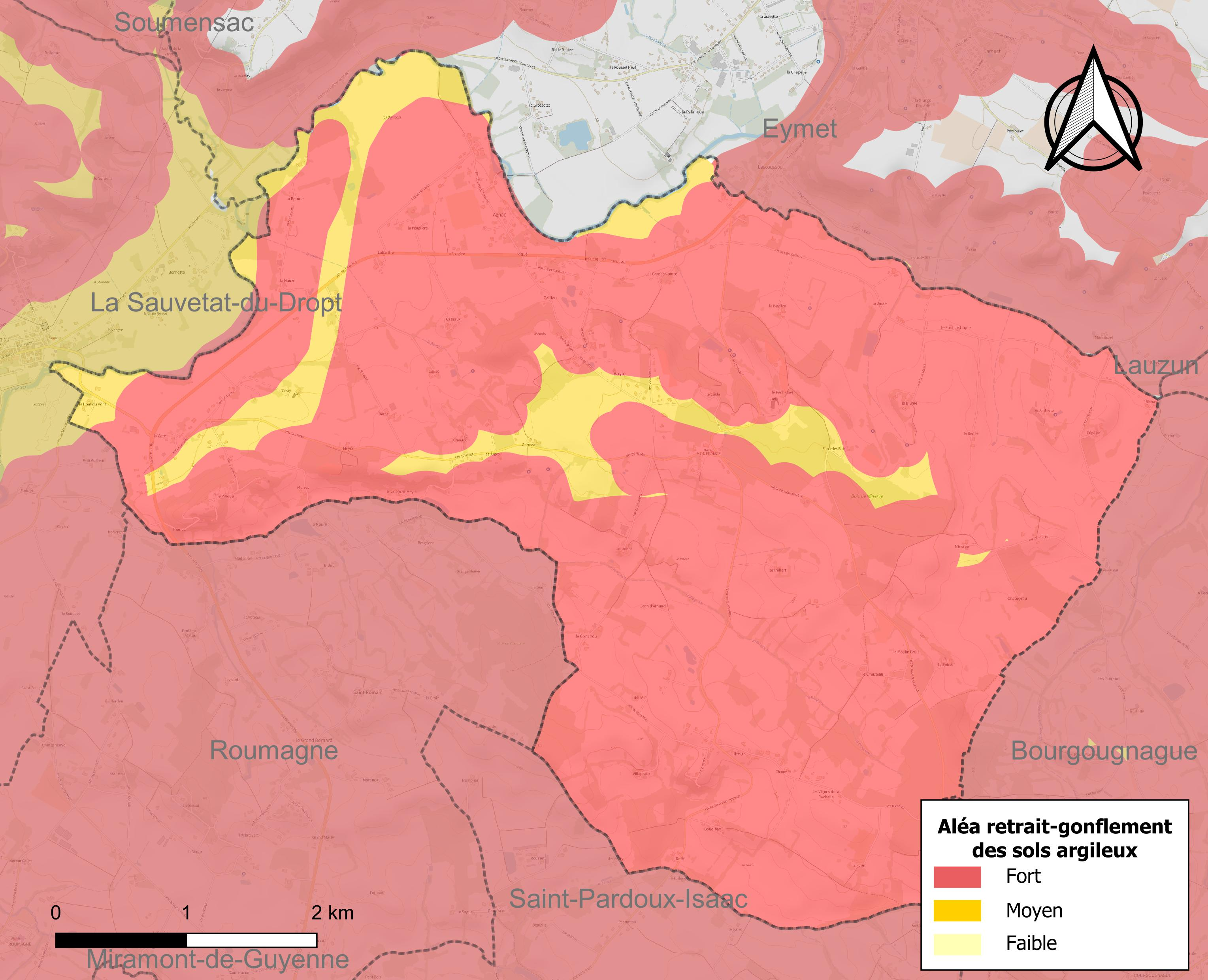
Carte des zones d'aléa retrait-gonflement des sols argileux d'Agnac.

Le retrait-gonflement des sols argileux est susceptible d'engendrer des dommages importants aux bâtiments en cas d’alternance de périodes de sécheresse et de pluie. 99,9 % de la superficie communale est en aléa moyen ou fort (91,8 % au niveau départemental et 48,5 % au niveau national). Depuis le 1er octobre 2020, en application de la loi ELAN, différentes contraintes s'imposent aux vendeurs, maîtres d'ouvrages ou constructeurs de biens situés dans une zone classée en aléa moyen ou fort,.
Concernant les mouvements de terrains, la commune a été reconnue en état de catastrophe naturelle au titre des dommages causés par la sécheresse en 1989, 2005 et 2011 et par des mouvements de terrain en 1999.

## Toponymie
Le nom de la localité est attesté sous la forme Annac en 1053.
Il s'agit d'une formation toponymique gallo-romaine caractéristique basée sur l'anthroponyme latin Annius (en vogue en Gaule), suivi du suffixe gallo-romain d'origine celtique -acum (gaulois *-acon). Ce type toponymique est présent dans toute la France, dont en domaine d'oc : Agnat (Haute-Loire, Agniacum XIIIe siècle, Aunhac 1300) et en domaine d'oïl : Aigné (Sarthe, Agniacum vers 834); Aignay-le-Duc (Côte-d'Or, Aiennacum 1136 - 1142).
On trouve aussi ce nom latin composé avec le suffixe aquitanique -ossum, comme c'est souvent le cas régionalement, dans Agnos (Pyrénées-Atlantiques, Anhos 1364). Les noms en -ac ont en effet souvent leur équivalent en -os.
La graphie occitane du nom est Anhac, le graphe occitan nh semblable au portugais équivaut à gn en français.

## Histoire
La commune d'Agnac est formée par la réunion de deux paroisses qui étaient avant le concordat signé le 15 juillet 1801 : Agnac (diocèse de Sarlat) et Iffour (diocèse d'Agen).
C'est à Agnac que fut construite la gare de La Sauvetat-du-Dropt, qui, entre 1886 et 1953, connut une certaine animation puisque trois trains desservaient quotidiennement dans les deux sens Bordeaux, Marmande et Bergerac. Les Impudents, roman paru en 1943, dans lequel Marguerite Duras évoque le Lot-et-Garonne, relate ce passé ferroviaire.

## Politique et administration

### Liste des maires

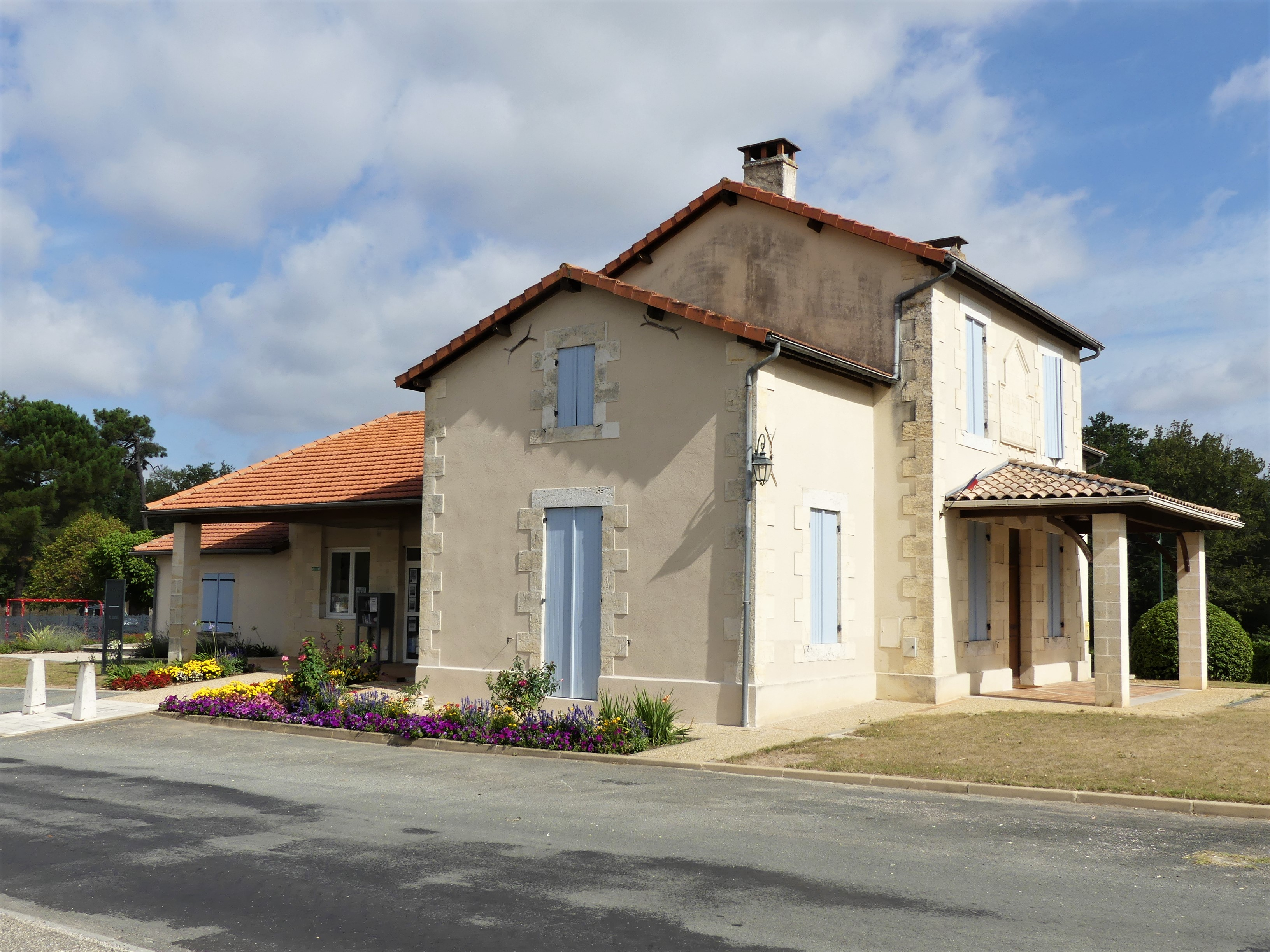
La mairie, au lieu-dit Monfrange.

| Période                                  | Période   | Identité            | Étiquette        | Qualité  |
| ---------------------------------------- | --------- | ------------------- | ---------------- | -------- |
| Les données manquantes sont à compléter. |           |                     |                  |          |
|                                          |           |                     |                  |          |
| 1947                                     | juin 1995 | Armand Béraud       |                  |          |
| juin 1995                                | mai 2020  | Denis Murer         | Les Républicains | Retraité |
| mai 2020                                 | En cours  | Guillaume Pouliquen |                  |          |

## Démographie
L'évolution du nombre d'habitants est connue à travers les recensements de la population effectués dans la commune depuis 1800. Pour les communes de moins de 10 000 habitants, une enquête de recensement portant sur toute la population est réalisée tous les cinq ans, les populations de référence des années intermédiaires étant quant à elles estimées par interpolation ou extrapolation. Pour la commune, le premier recensement exhaustif entrant dans le cadre du nouveau dispositif a été réalisé en 2006.

En 2022, la commune comptait 476 habitants, en évolution de +12,26 % par rapport à 2016 (Lot-et-Garonne : −0,18 %, France hors Mayotte : +2,11 %).
| 1800 | 1806 | 1821 | 1831 | 1836 | 1841 | 1846 | 1851 | 1856 |
| ---- | ---- | ---- | ---- | ---- | ---- | ---- | ---- | ---- |
| 620  | 624  | 642  | 739  | 706  | 709  | 711  | 678  | 633  |

| 1861 | 1866 | 1872 | 1876 | 1881 | 1886 | 1891 | 1896 | 1901 |
| ---- | ---- | ---- | ---- | ---- | ---- | ---- | ---- | ---- |
| 596  | 588  | 540  | 518  | 531  | 482  | 480  | 430  | 404  |

| 1906 | 1911 | 1921 | 1926 | 1931 | 1936 | 1946 | 1954 | 1962 |
| ---- | ---- | ---- | ---- | ---- | ---- | ---- | ---- | ---- |
| 390  | 374  | 361  | 387  | 421  | 454  | 413  | 387  | 372  |

| 1968 | 1975 | 1982 | 1990 | 1999 | 2006 | 2011 | 2016 | 2021 |
| ---- | ---- | ---- | ---- | ---- | ---- | ---- | ---- | ---- |
| 350  | 367  | 408  | 381  | 388  | 392  | 452  | 424  | 458  |

| 2022 | - | - | - | - | - | - | - | - |
| ---- | - | - | - | - | - | - | - | - |
| 476  | - | - | - | - | - | - | - | - |

## Culture locale et patrimoine

### Lieux et monuments

#### Patrimoine civil
- Manoir du Bout du Pont dont le pigeonnier du XVIe siècle est classé au titre des monuments historiques depuis 1953[27]
- Château de Bayle.
- Château de Cauze.
- Château de Costy et son pigeonnier.
- Château de Lablunie, ou de la Blunie.
- Château de Péchalbet.
- Château de Pepelat, ou de Pépélat.
- Le pont médiéval sur le Dropt, dit « le Vieux pont » ou « pont romain », est à cheval sur les communes d'Agnac et de La Sauvetat-du-Dropt. Comprenant 23 arches dont onze de style roman et douze de style gothique, il est classé au titre des monuments historiques depuis 1992[28],[29].

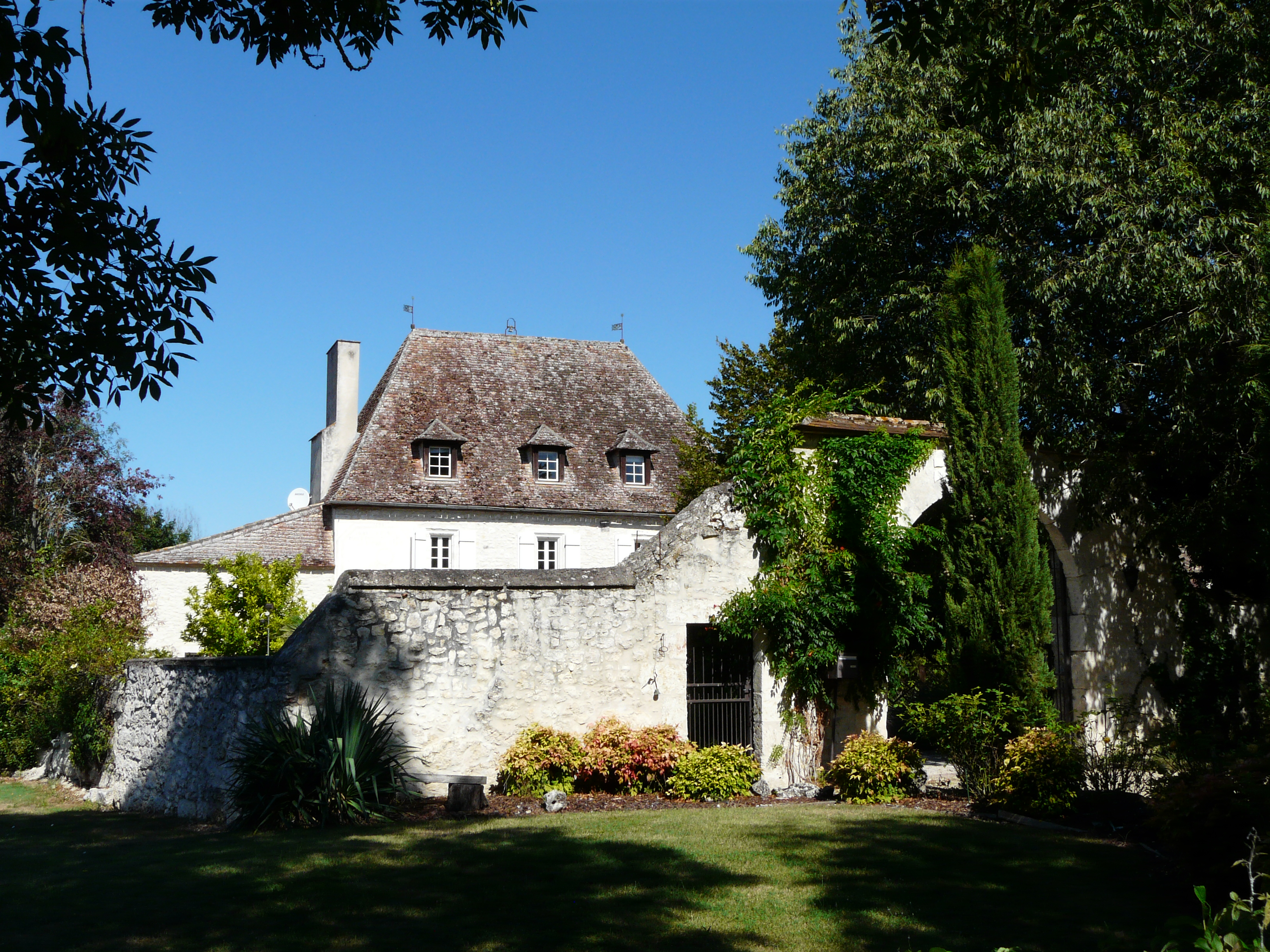
Le manoir du Bout du Pont.
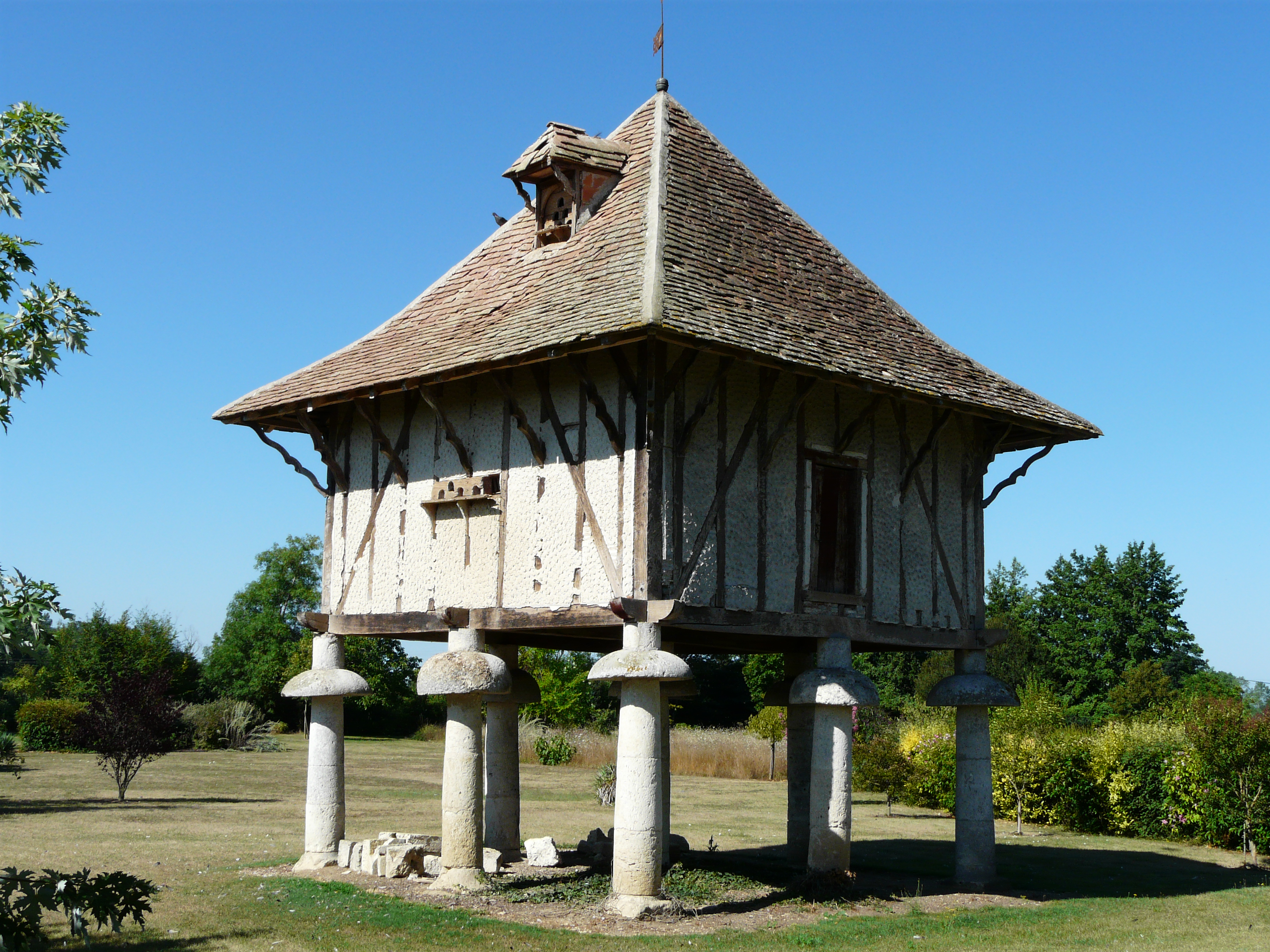
Son pigeonnier.
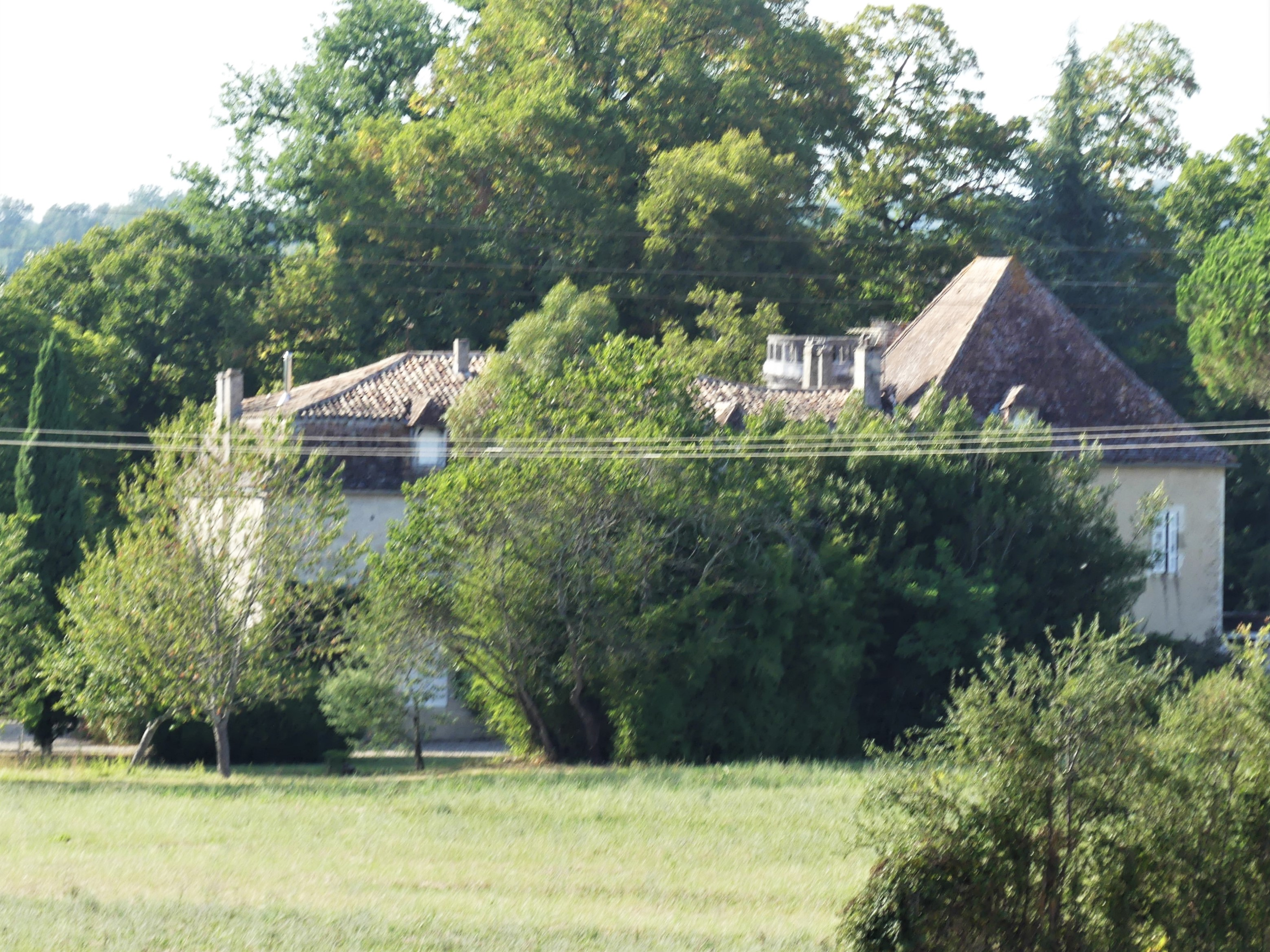
Le château de Costy.
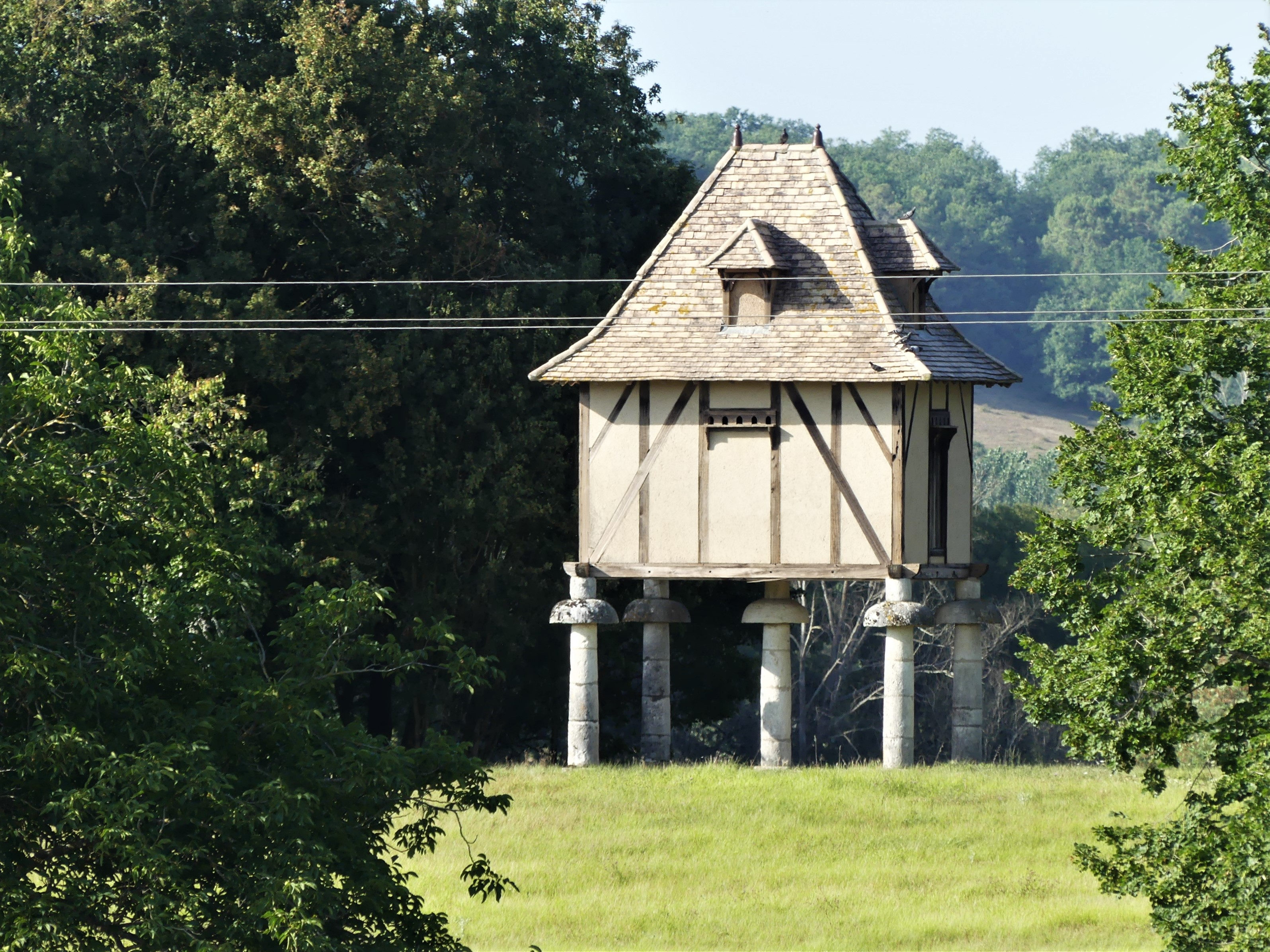
Son pigeonnier.
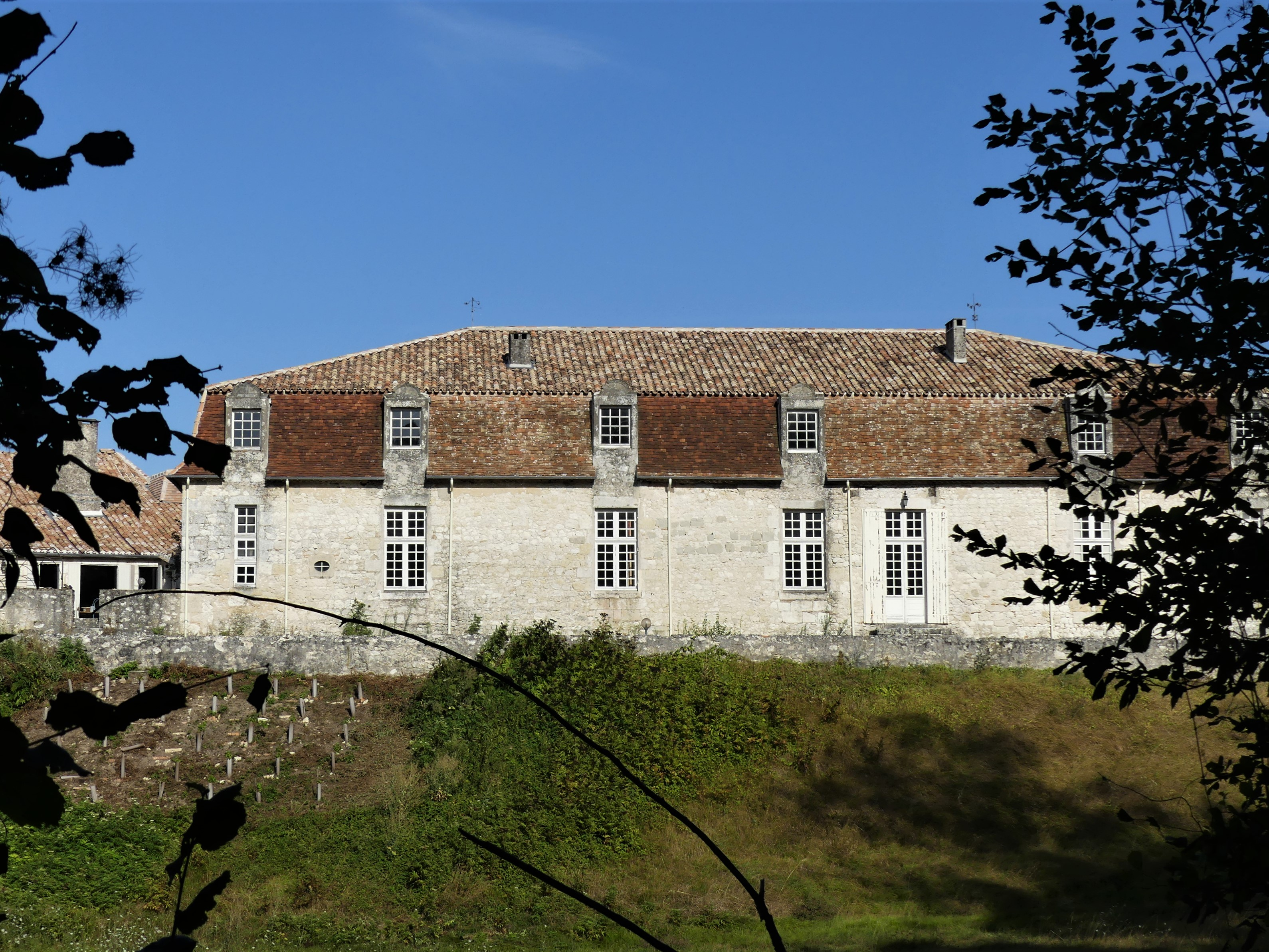
Le château de Péchalbet.
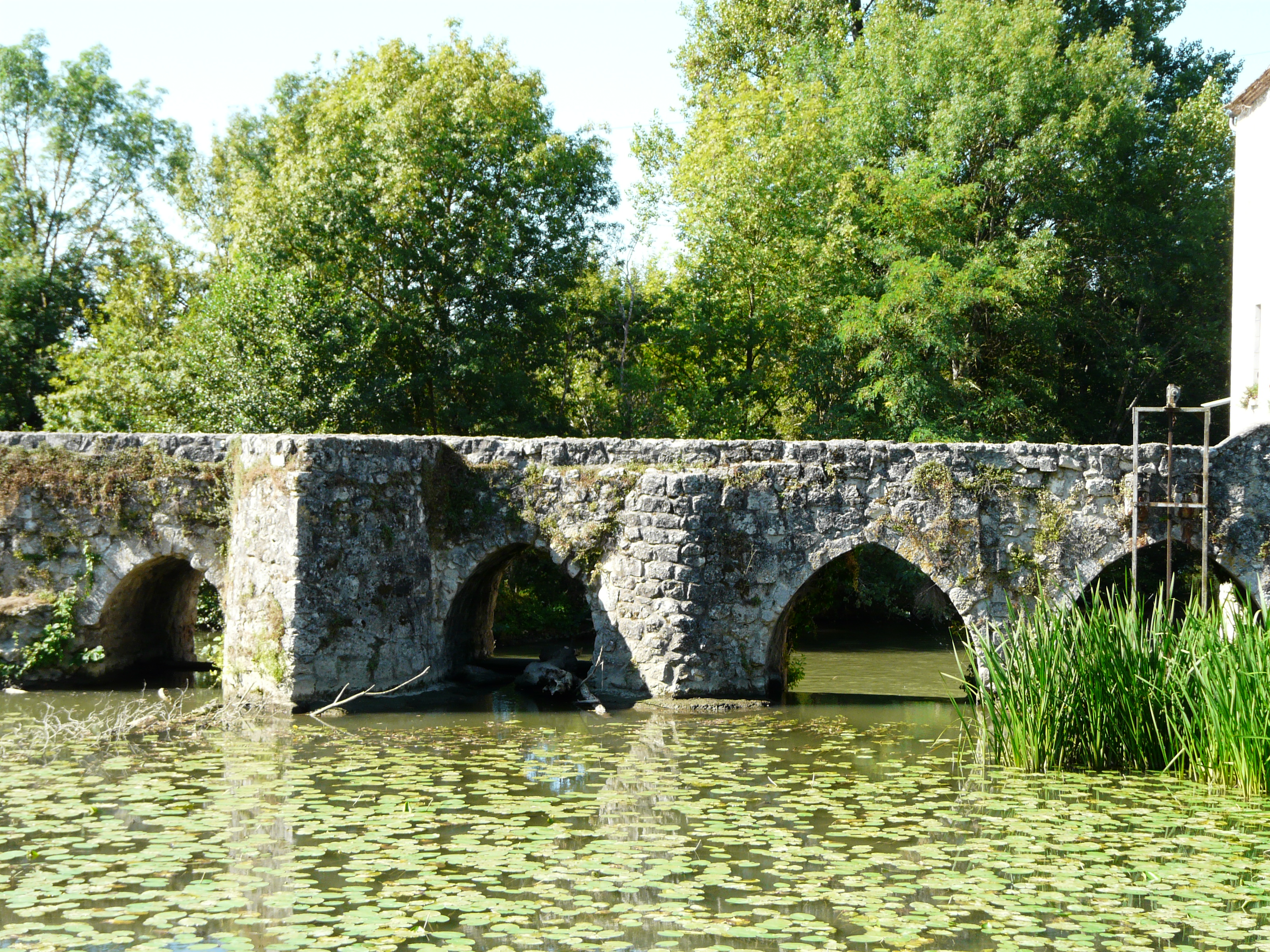
Le vieux pont sur le Dropt.

#### Patrimoine religieux
- Église romane Saint-Saturnin (ou Saint-Sernin) du XIe – XIIe siècle entourée de son cimetière, restaurée au XIXe siècle : clocher-mur en forme de mitre[30].
- Église Saint-Jean-Baptiste d'Iffour : porche en arc brisé du XIIIe siècle, lambris du XVIIIe siècle ; colcher-mur de forme triangulaire à trois baies[31].
- Croix de la Passion érigée en 1819 lors d'une mission qui a réuni 1 200 personnes à Agnac[30].
- Statue de la Vierge Marie au bourg d'Agnac.
- Croix sur le Vieux pont.

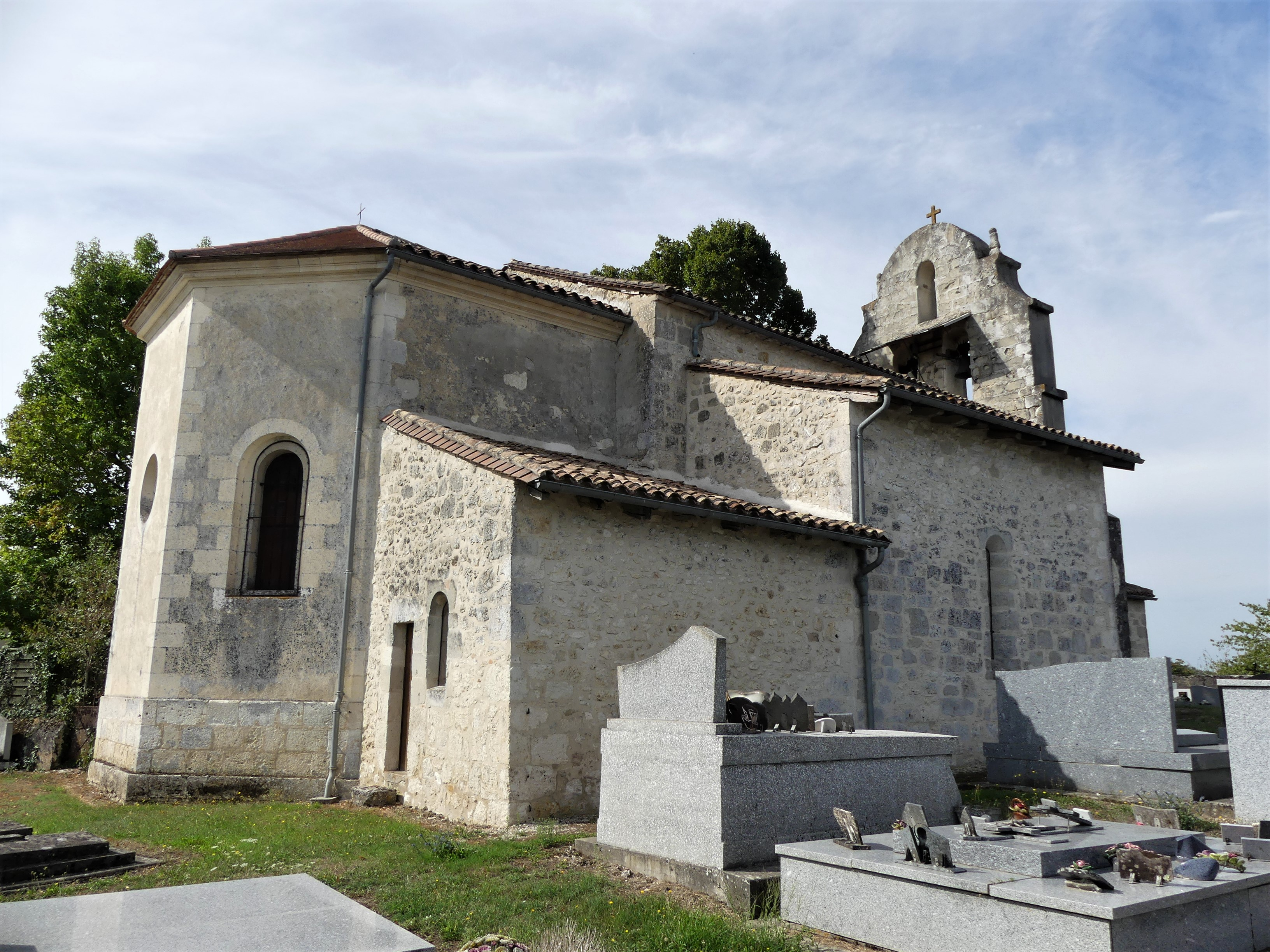
L'église Saint-Saturnin d'Agnac.
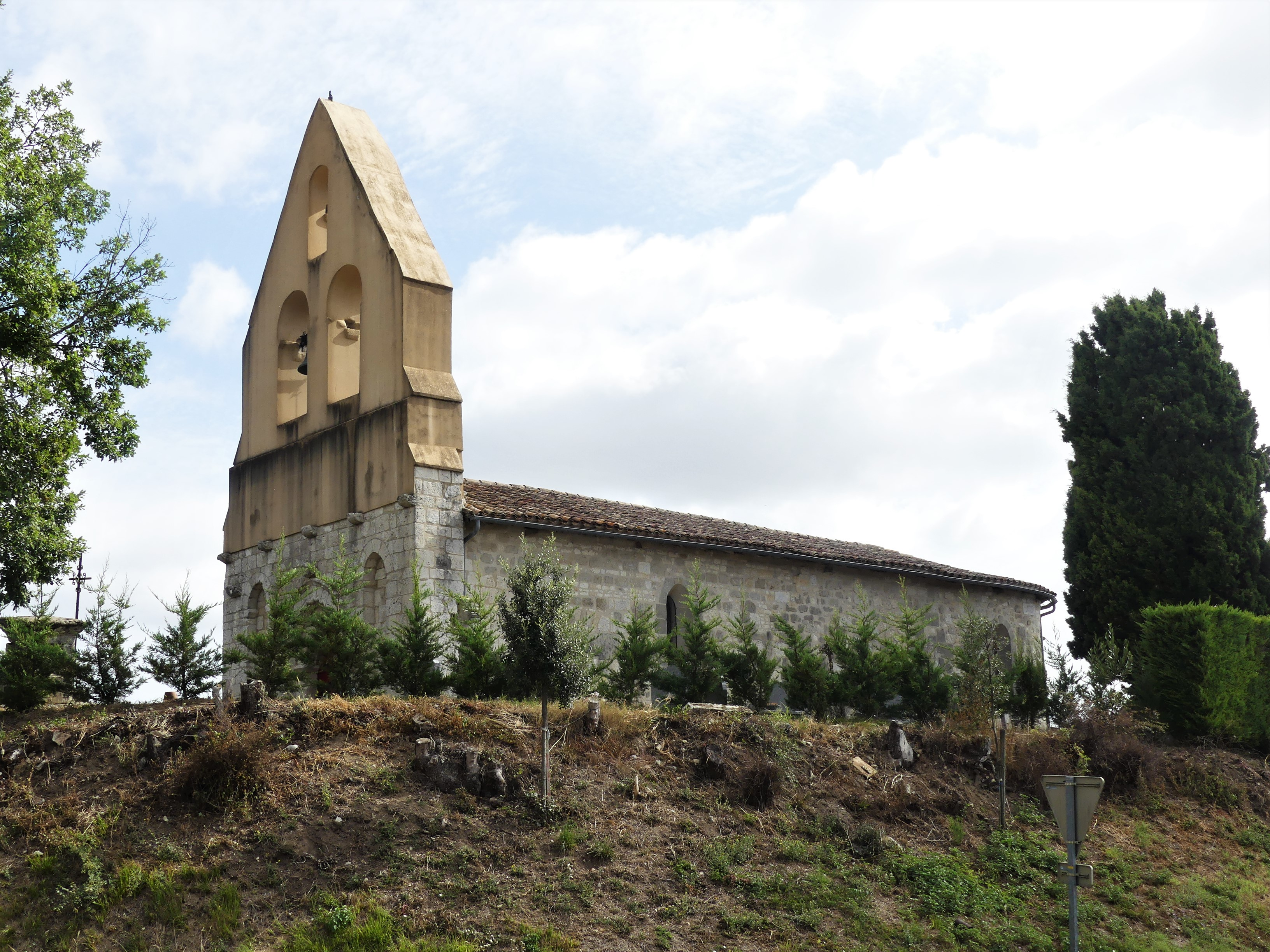
L'église Saint-Jean-Baptiste d'Iffour.
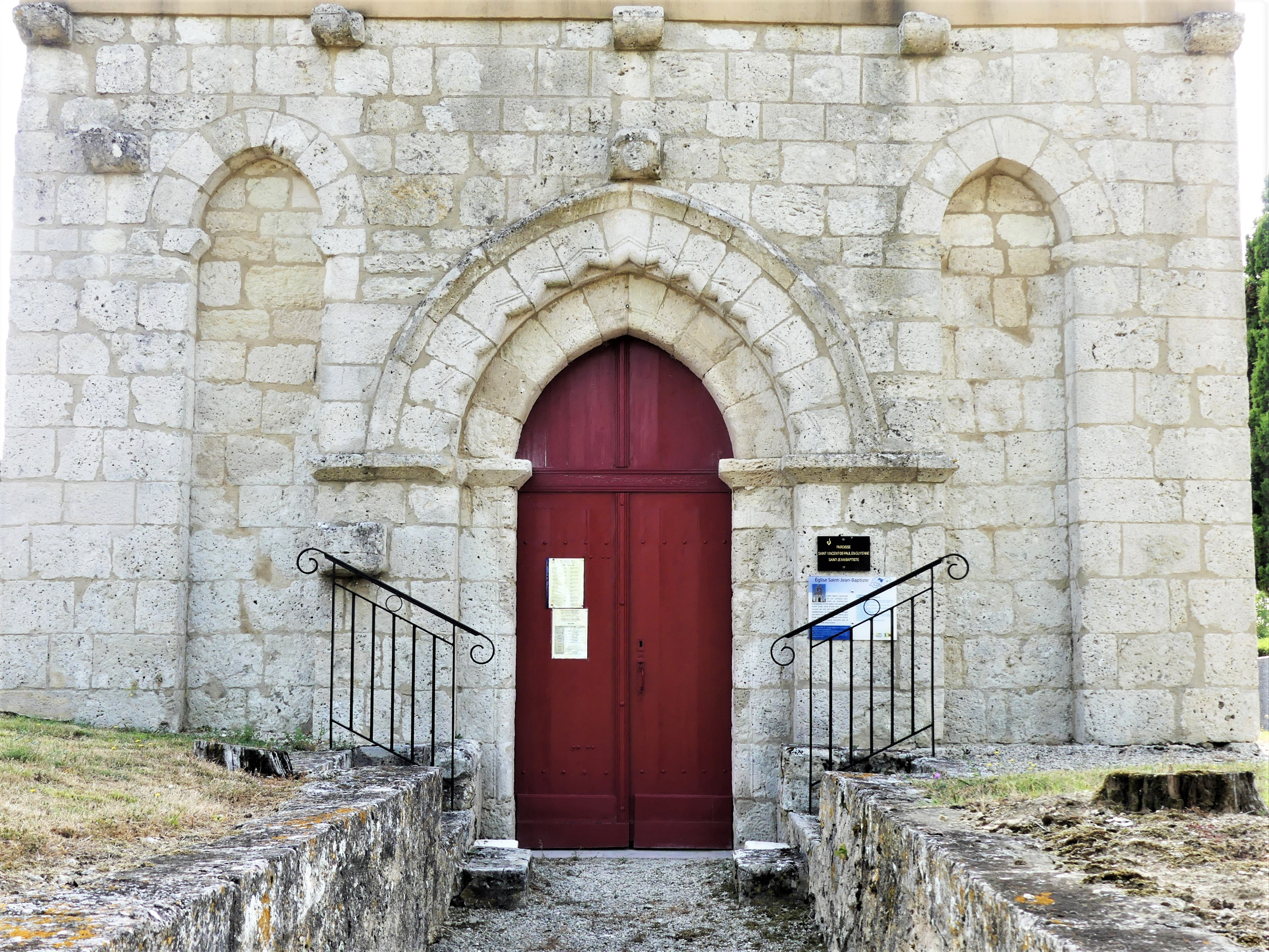
Son portail.
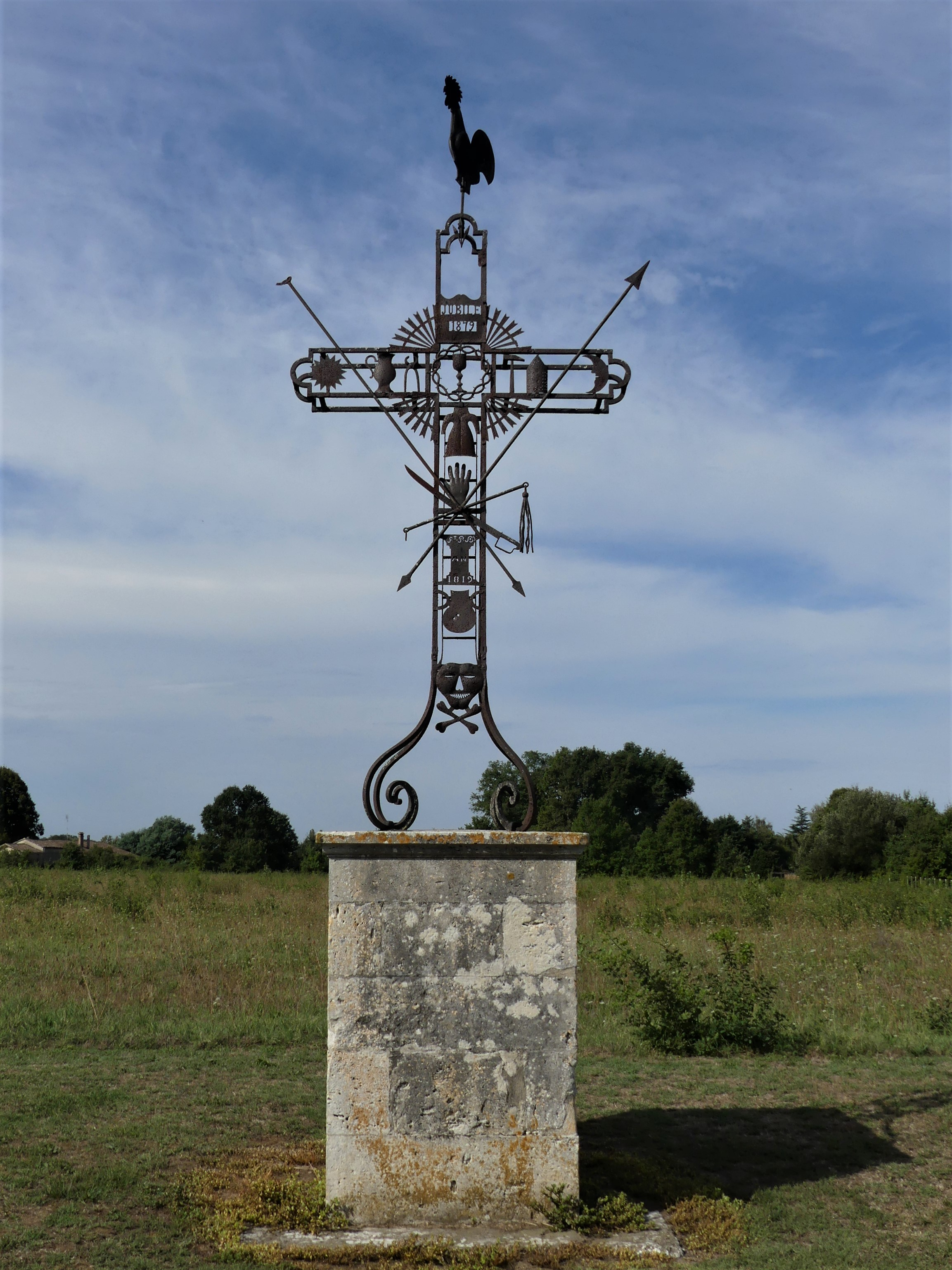
Croix de la Passion.
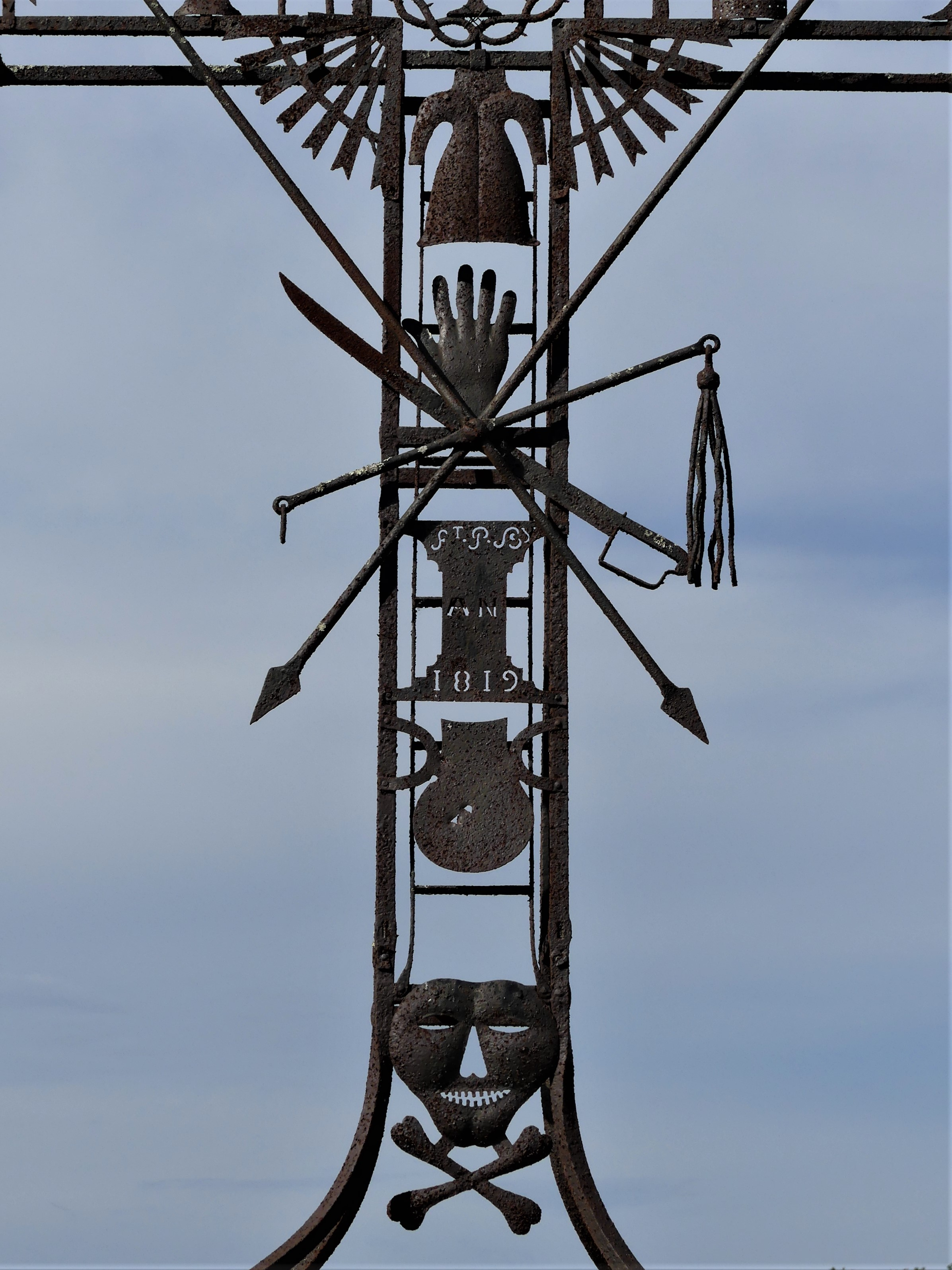
Détail de cette croix.
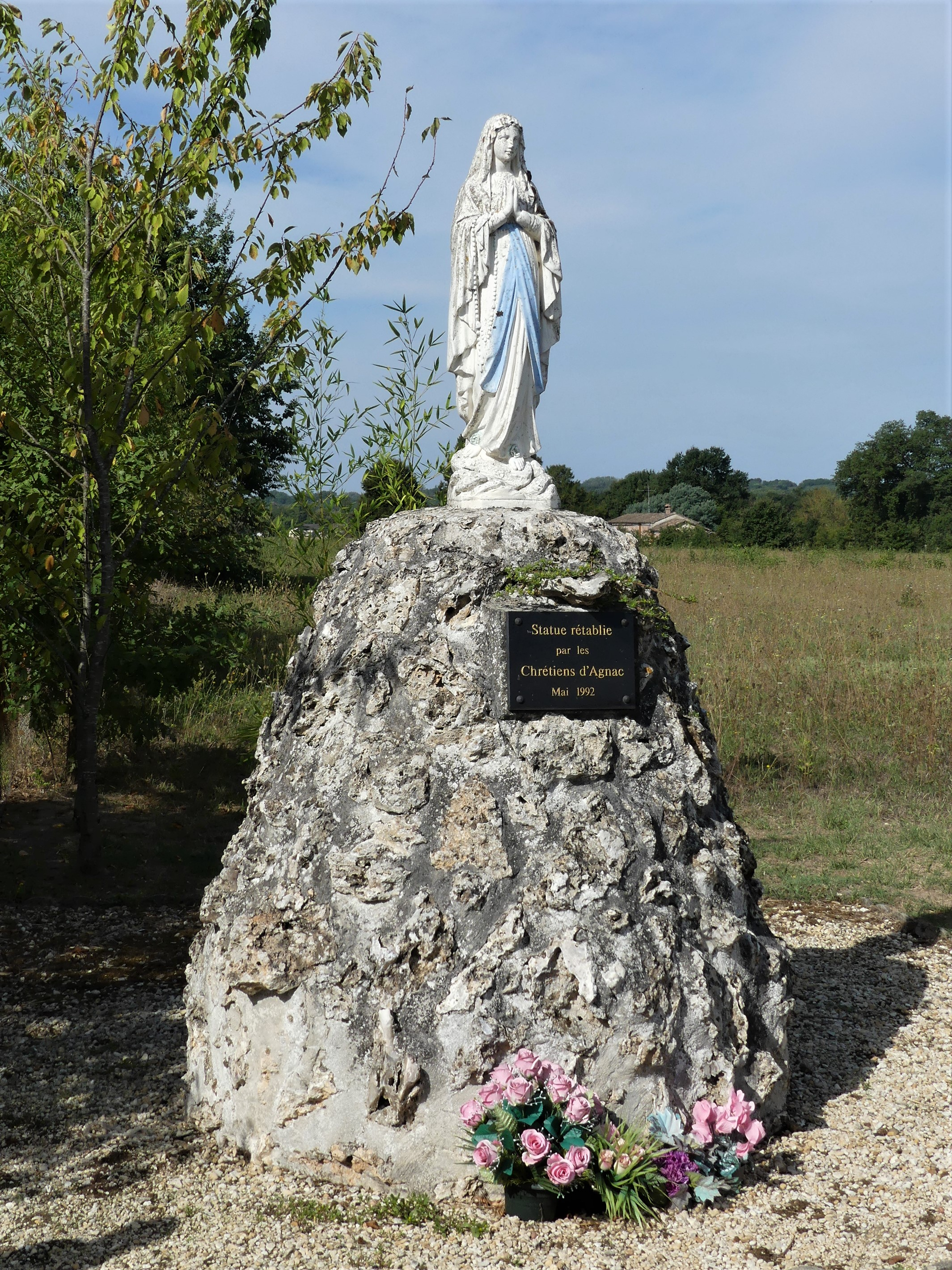
Statue de la Vierge Marie.
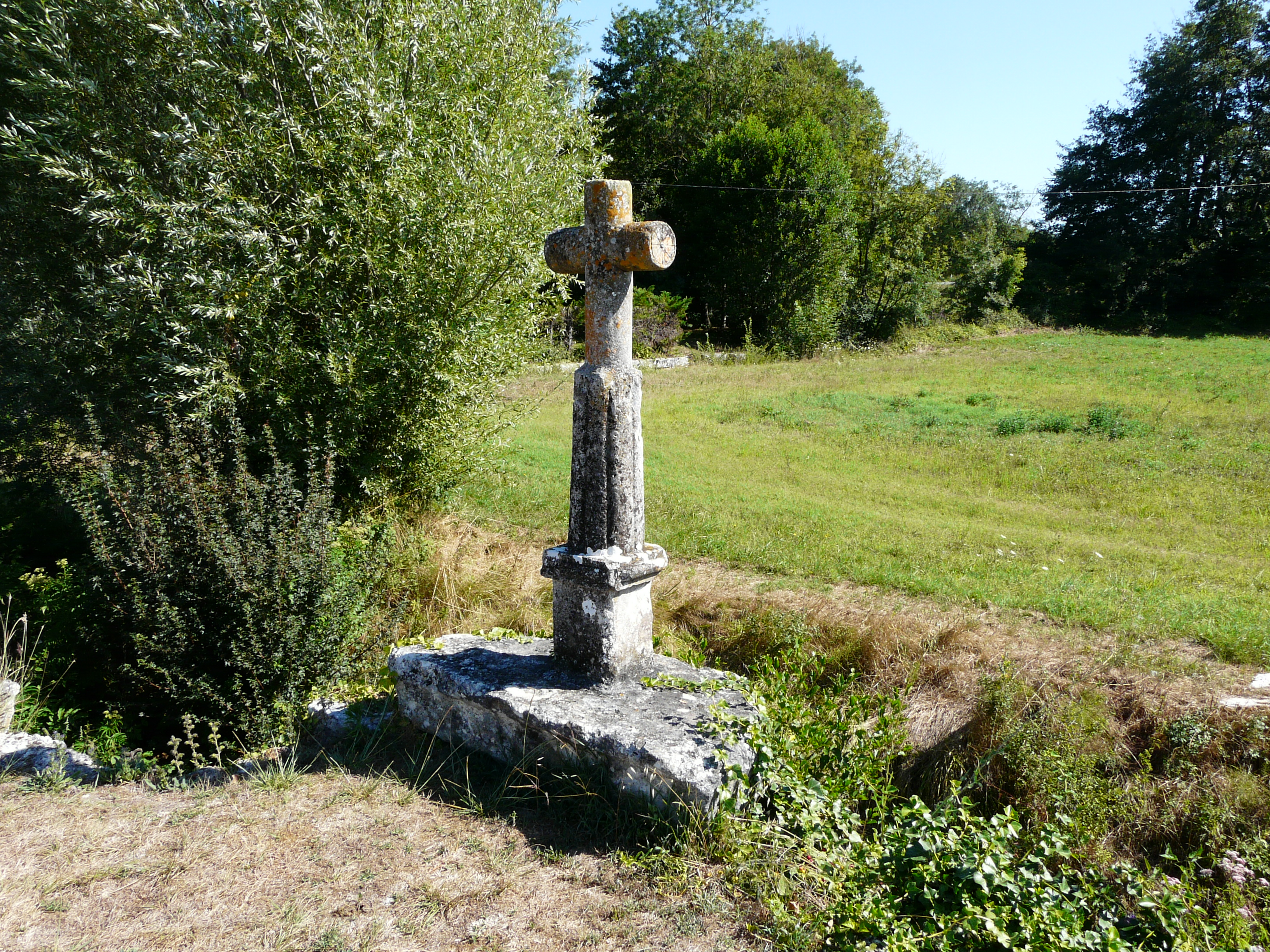
Croix sur le Vieux pont.

### Agnac et le cinéma
En 2012, le film La Dune de Yossi Avirama été tourné à Agnac.

### Personnalités liées à la commune
- Jean Laffitte (1910-2004), écrivain, né et mort à Agnac.
- Pascal Béraud (1964-), joueur de rugby à XV, né à Agnac.